# 체와어 위키백과

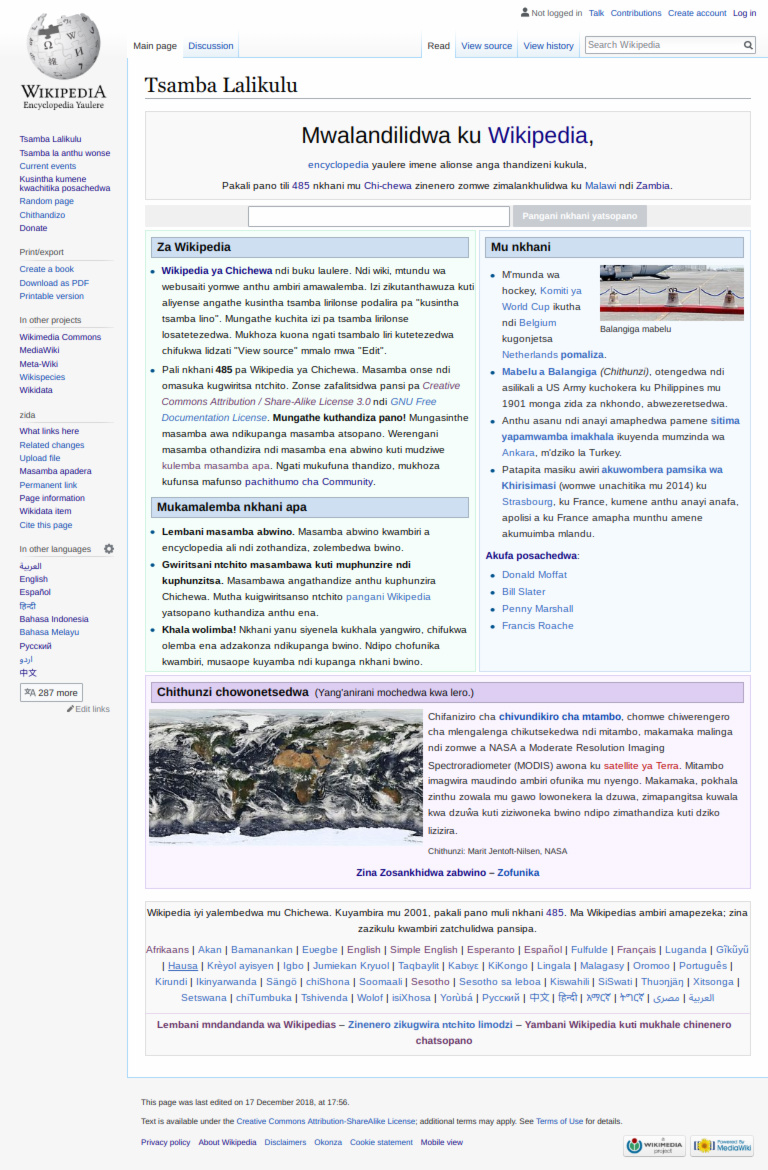

체와어 위키백과는 체와어로 운영되는 위키백과 언어판이다. 2004년 8월 29일에 시작되었다. 기호는 ny이다.